# طوطی‌سهره سرسرخ
طوطی‌سهره سرسرخ (نام علمی: Erythrura cyaneovirens) نام یک گونه از سرده طوطی‌سهره است.